# 与座優貴
与座 優貴（よざ ゆうき、1997年12月20日 - ）は、日本のキックボクサー。茨城県土浦市出身。TEAM VASILEUS所属。元K-1 WORLD GPライト級王者。極真会館2017年第6回全世界ウェイト制軽量級優勝。極真会館2016年第33回全日本ウェイト制軽量級優勝。

## 来歴
6歳から極真空手を始め、2017年に19歳の若さで第6回全世界ウェイト制空手道選手権大会で軽量級（-70kg）で優勝。
2019年にキックボクシングに転向し、同年2月にINNOVATIONのプロテストを受け合格。
2019年3月、INNOVATIONのリングでプロデビュー。
2020年2月11日、KNOCK OUT CHAMPIONSHIP.1で行われた無法島GP 64kg級トーナメントの1回戦でのちのRIZINフェザー級王者の鈴木千裕と対戦し、2Rに鈴木の膝蹴りでダウンを奪われ3R判定負けを喫した。
2023年3月12日、K-1 WORLD GP 2023 ～K’FESTA.6～のK-1 WORLD GPライト級タイトルマッチで王者の朝久泰央に挑戦し、3-0の判定勝ちで王座を獲得した。
2024年3月17日、RISE ELDORADO 2024のRISE vs K-1対抗戦で現RISEライト級王者の中村寛と対戦。しかし3Rに与座が放ったバックスピンキックが中村の金的付近に命中し中村が倒れるアクシデントが発生。それを和田良覚レフェリーが「金的ではなく内腿に命中したと判断してKOとしました」と場内に説明したことからローブローではなくダウンと判定され与座のKO勝ちとなった。試合後、中村陣営が判断に異議を申し立て映像検証が行われた結果、RISE運営は与座のバックスピンキックは中村の金的に命中した可能性が高いと判断。同時に与座の攻撃は故意の反則ではないとして公式ルール第11条の失格には該当せず、公式ルール第14条第3項を適用し3R2分15秒までの判定2-0（30-29×2、29-29）の負傷判定勝ちに裁定が変更された。
2024年10月20日、自身のSNSでK-1との契約が終了した事を発表した。

## 戦績

### プロキックボクシング
| キックボクシング 戦績 | キックボクシング 戦績 | キックボクシング 戦績 | キックボクシング 戦績 | キックボクシング 戦績 | キックボクシング 戦績 | キックボクシング 戦績 |
| --------------------- | --------------------- | --------------------- | --------------------- | --------------------- | --------------------- | --------------------- |
| 23 試合               | (T)KO                 | 判定                  | その他                | 引き分け              | 無効試合              |                       |
| 21 勝                 | 9                     | 12                    | 0                     | 0                     | 0                     |                       |
| 2 敗                  | 0                     | 2                     | 0                     | 0                     | 0                     |                       |

| 勝敗 | 対戦相手                                    | 試合結果                        | 大会名                                                                                       | 開催年月日     |
|      | スーパーレック・キアトモー9                 | 試合前                          | ONE 173: Superbon vs. Noiri                                                                  | 2025年11月6日  |
| ○    | ペッタノン・ペットフォーガス                | 3R終了 判定3-0                  | ONE Friday Fight's 116: Adam vs. Mohammed                                                    | 2025年7月18日  |
| ○    | エルブルース・オスマノフ                    | 3R終了 判定3-0                  | ONE Friday Fight's 109                                                                       | 2025年5月23日  |
| ○    | ペッダム・ペッティンディーアカデミー        | 3R 1:12 KO（ローキック）        | K-1 WORLD MAX 2024                                                                           | 2024年9月29日  |
| ○    | ゴンナパー・ウィラサクレック                | 1R 2:30 KO（3ダウン：左フック） | AZABU presents K-1 WORLD MAX 2024                                                            | 2024年7月7日   |
| ○    | 中村寛                                      | 3R 2:15 負傷判定2-0             | RISE ELDORADO 2024                                                                           | 2024年3月17日  |
| ○    | エークモンコン・ガイヤーンハーダオ          | 1R 0:43 KO（三日月蹴り）        | AZABU PRESENTS K-1 WORLD GP 2023～スーパー・ウェルター級＆女子フライ級ダブルタイトルマッチ～ | 2023年7月17日  |
| ○    | アーロン・クラーク                          | 3R終了 判定3-0                  | AZABU PRESENTS K-1 WORLD GP 2023～初代ミドル級王座決定トーナメント～                         | 2023年6月3日   |
| ○    | 朝久泰央                                    | 3R終了 判定3-0                  | K-1 WORLD GP 2023 ～K’FESTA.6～ 【K-1 WORLD GPライト級タイトルマッチ】                       | 2023年3月12日  |
| ○    | エークピカート・モー.クルンテープトンブリー | 3R終了 判定3-0                  | K-1 World GP 2022 in Osaka                                                                   | 2022年12月3日  |
| ○    | 篠原悠人                                    | 2R 1:12 TKO（左アッパー）       | K-1 World GP 2022 in Fukuoka                                                                 | 2022年8月11日  |
| ○    | 朝久泰央                                    | 3R+延長1R終了 判定3-0           | K-1 WORLD GP 2022 JAPAN ～第3代スーパー・バンタム級王座決定トーナメント～                    | 2022年2月27日  |
| ○    | 蓮實光                                      | 2R 0:17 KO（左ハイキック）      | Krush 132                                                                                    | 2021年12月18日 |
| ×    | 宮越慶二郎                                  | 3R+延長1R終了 判定1-2           | KNOCK OUT ～The REBORN～                                                                     | 2021年3月13日  |
| ○    | 喜入衆                                      | 3R 1:42 TKO（パンチ連打）       | Japan Kickboxing Innovation Champions Carnival 2020                                          | 2020年12月27日 |
| ○    | 久保政哉                                    | 3R終了 判定3-0                  | REBELS 67                                                                                    | 2020年11月8日  |
| ×    | 鈴木千裕                                    | 3R終了 判定0-2                  | KNOCK OUT CHAMPIONSHIP.1 【無法島GP 64kg級トーナメント 1回戦】                               | 2020年2月11日  |
| ○    | 稲石竜弥                                    | 3R終了 判定2-0                  | SNKA SOUL IN THE RING CLIMAX                                                                 | 2019年12月8日  |
| ○    | テレカ∞                                     | 3R終了 判定3-0                  | REBELS 63×KNOCK OUT                                                                          | 2019年10月6日  |
| ○    | ジョニー・オリベイラ                        | 3R終了 判定3-0                  | K.O CLIMAX 2019                                                                              | 2019年8月18日  |
| ○    | イモト・ボルケーノ                          | 1R 2:30 KO（ミドルキック）      | Japan Kickboxing Innovation Join Forces 14                                                   | 2019年7月15日  |
| ○    | 耀織                                        | 3R終了 判定2-1                  | REBELS 61                                                                                    | 2019年6月9日   |
| ○    | 福井達郎                                    | 1R終了 TKO（ドクターストップ）  | Japan Kickboxing Innovation Join Forces 13                                                   | 2019年5月19日  |
| ○    | 小鹿雅弘                                    | 2R 2:38 KO（3ノックダウン）     | Japan Kickboxing Innovation Join Forces 12                                                   | 2019年3月31日  |

## 獲得タイトル
- 極真空手（松井派）
  - 2016年第33回全日本ウェイト制軽量級 優勝
  - 2017年第6回全世界ウェイト制軽量級 優勝

- プロキックボクシング
  - 第6代K-1 WORLD GPライト級 王座